# Astragalus filamentosus
Astragalus filamentosus är en ärtväxtart som beskrevs av Aleksandr Andrejevitj Bunge. Astragalus filamentosus ingår i släktet vedlar, och familjen ärtväxter. Inga underarter finns listade i Catalogue of Life.